# بیمار عشق (فیلم)
بیمار عشق (به هندی: Prem Rog) فیلمی محصول سال ۱۹۸۲ و به کارگردانی راج کاپور است. در این فیلم بازیگرانی همچون شامی کاپور، ریشی کاپور، پادمینی کولاپوری، تانوجا، ناندا، راضا مراد، اوم پراکاش، سوشما ست، کولبوشان کارباندا، بیندو ایفای نقش کرده‌اند.